# Ф'єрбінцій-де-Жос
Ф'єрбінцій-де-Жос (рум. Fierbinții de Jos) — село у повіті Яломіца в Румунії. Адміністративно підпорядковане місту Ф'єрбінць-Тирг.
Село розташоване на відстані 37 км на північний схід від Бухареста, 78 км на захід від Слобозії, 123 км на південний схід від Брашова.

## Населення
За даними перепису населення 2002 року у селі проживали 1280 осіб, усі — румуни. Усі жителі села рідною мовою назвали румунську.